# Emina Ilhamy
Emina Ilhamy, född 1858, död 1931, var gift med khediven av Egypten Muhammad Tawfiq Pascha (regent 1879–1892).

## Biografi
Emina Ilhamy var dotter till prins Ibrahim Ilhami Pascha av Egypten och Nasrin Qadin. Hon gifte sig 1873 med sin fars kusin, Muhammad Tawfiq Pascha, som år 1879 efterträdde sin far på tronen.
Emina Ilhamy var sin makes enda hustru, eftersom hon var född prinsessa och en man som gifte sig med en prinsessa inte fick ta ytterligare hustrur på grund av hennes rang. Eftersom hennes make i detta fall även var monark, blev han den första monarken av sin dynasti att bara ha en hustru, vilket gjorde att även hennes ställning blev annorlunda och högre än tidigare hustrur till khediverna. Hon tog emot hustrurna till västerländska sändebud klädd i europeiskt mode och närvarade vid offentliga högtider, händelser som också beskrevs respektfullt i pressen och gav henne en ovanligt offentlig ställning som tidigare varit okänd för en khedivhustru.
Trots sin officiella position kvarstannade hon dock ändå i traditionell muslimsk könssegregation: hon närvarade enbart vid offentliga högtider dold bakom en skärm, och träffade enbart kvinnliga gäster, aldrig manliga. Hon syntes inte offentligt förrän 1923, då hon för första gången tillät att hennes fotografi publicerades och alltså kunde ses av män utanför familjen. Hon fortsatte också att leva i det kungliga haremet, som bibehöll sin gamla ordning med förslavade kvinnor övervakade av eunucker, som giftes bort med militärer och byråkrater för att säkerställa deras lojalitet mot khediven.
När hennes make avled 1892 säkrade hon sin son Abbas II av Egyptens tillträde till tronen. Som mor till monarken antog hon titeln Walida Pasha och fortsatte spela den diplomatiska roll hon hade spelat medan hennes make levde. Hon beskrivs som vacker och godhjärtad, och blev med tiden alltmer känd för sina donationer till välgörenhet. Hon upprätthöll den gamla kungliga haremskulturen, präglad av könssegregering och slavpersonal, under hela sin sons regeringstid, och ägde vid sin död fortfarande ett sextiotal slavar.